# Диана Дол
Диана Дол (на английски: Diana Doll) е артистичен псевдоним на словашката порнографска актриса Силвия Брезинова (Silvia Brezinova), родена на 22 юли 1976 г. в град Липтовски Микулаш, Чехословакия, днешна Словакия.

## Кариера
Дебютира като порнографска актриса през 2001 г., когато е на 25 години. Тогава се снима в три филма в Унгария, след което около две години не участва в порнопродукции. През 2003 г. отива в САЩ, водена от чешкия ѝ агент, като там подновява порнографската си кариера под псевдонима Сю Даймънд. Получава виза за САЩ, заради работата си като графичен дизайнер. По-късно променя псевдонима си на Диана Дол, за да избегне объркването с унгарската порноактриса Сюзи Даймънд.
В игралното кино участва в австрийската комедия „Не може да стане по-лошо“.
Участва във видеоклипа на песента „The Porn Life“ на испанския порноактьор Марко Бандерас.
Работи и като графичен дизайнер.

## Награди и номинации
Номинации
- 2008: Номинация за AVN награда за чуждестранна изпълнителка на годината.[6]
- 2009: Номинация за AVN награда за чуждестранна изпълнителка на годината.[7]
- 2011: Номинация за XBIZ награда за MILF звезда на годината.[8]